# Marek Mackiewicz
Marek Mackiewicz (ur. 26 czerwca 1947 w Kożuchowie, zm. 2 lipca 2013) – polski wojskowy, pułkownik, funkcjonariusz wywiadu wojskowego PRL (Zarząd II SG WP), funkcjonariusz WSI.

## Życiorys
Od roku 1969 pracował w Zarządzie II Sztabu Generalnego Wojska Polskiego (wywiadzie wojskowym). Początkowo służył w jednostkach rozpoznania radioelektronicznego. W latach 1978–1979 był oficerem ds. operacyjnych Jednostki Specjalnej Wojska Polskiego w Doraźnych Siłach Zbrojnych ONZ na Bliskim Wschodzie. Później służył w Oddziale "K" (krajów europejskich) wywiadu wojskowego.
W latach 1986–1988 był zastępcą attaché wojskowego w ambasadzie PRL w Londynie.
W latach 1989–1990 był starszym oficerem Oddziału "Y" (Agenturalnego Wywiadu Strategicznego), utworzonej w 1983 r. specjalnej komórki wywiadu wojskowego. Następnie, w III RP, oficer Wojskowych Służb Informacyjnych (WSI).
W latach 1992–1996 attaché wojskowy w ambasadzie RP w Helsinkach. W roku 1998 przeszedł w stan spoczynku.
Był później doradcą partii politycznej Samoobrona RP w sprawie ustawy o WSI; jako ekspert uczestniczył w obradach sejmowej komisji nadzwyczajnej w sprawie ustawy o WSI.